# Šušši
Šušši (Šuši) war der fünfte König (etwa 1625–1602 v. Chr.) der Meerland-Dynastie, die für etwa 350 Jahre von etwa 1783 bis 1415 v. Chr. den Süden Mesopotamiens beherrschte. Šušši ist bisher nur aus späteren Königslisten bekannt. Demnach regierte er 24 Jahre lang.
Der Name Šušši ist problematisch, ist aber möglicherweise akkadisch.